# Erich Mollwo
Erich Mollwo (* 23. Juni 1909 in Göttingen; † 11. Dezember 1993 in Erlangen) war ein deutscher Festkörperphysiker, der Professor für Angewandte Physik und Lehrstuhlinhaber an der Universität Erlangen war.

## Leben
Erich Mollwo war mütterlicherseits der Enkel von Woldemar Voigt; seine Mutter war Erika Mollwo, geborene Voigt, sein Vater Ludwig Mollwo Professor für Geschichte an der TH Hannover. Er besuchte das Kaiser-Wilhelm-Gymnasium in Hannover und studierte ab 1928 vor allem Physik an der Ludwig-Maximilians-Universität München und der Universität Göttingen, an der er 1933 bei Robert Wichard Pohl zum Dr. phil. promoviert wurde über Alkalihalogenid-Kristalle (Zur Kenntnis der Lichtabsorption in Alkalihalogenidkristallen, 1933) und Pohls Assistent war. 1937 wurde er nach seiner Habilitation in Göttingen Privatdozent und 1944 außerplanmäßiger Professor. 1948 wurde er ordentlicher Professor für Angewandte Physik an der Universität Erlangen auf einem neu geschaffenen Lehrstuhl und Direktor des neu geschaffenen Instituts für Angewandte Physik. Ein Angebot, Leiter des Forschungsinstituts von AEG zu werden lehnte er ab. 1976 wurde er emeritiert.
In Göttingen forschte er anfangs über eines von Pohls Hauptforschungsgebieten, Alkalihalogenid-Kristallen und entdeckte 1932 die Mollwo-Beziehung in deren Spektren (Abhängigkeit der Frequenz der maximalen Farbzentrenabsorption von der Gitterzahl), was zu einem der ersten Störstellen-Modelle in der Festkörperphysik führte. Außerdem befasste er sich schon in Göttingen ab 1944 mit Halbleitern und da speziell mit Zinkoxid, einem II-VI Halbleiter, das er auch später vorzugsweise in allen Richtungen festkörperphysikalisch erforschte zu einer Zeit als andere Halbleiter viel populärer waren. Wie sein Lehrer Pohl widmete er sich in Erlangen Demonstrationsexperimenten für die Physikvorlesung und war dort für diese damit ausgestatteten Experimentalphysik Vorlesungen bekannt.
Er war ab 1978 Mitglied der Bayerischen Akademie der Wissenschaften und ab 1982 der New York Academy of Sciences.
Erich Mollwo war evangelisch, ab 1937 verheiratet mit Lotte Mollwo, geborene Kern, und hatte zwei Kinder.

## Schriften (Auswahl)
- mit Wittich Kaule: Maser und Laser. BI Hochschultaschenbücher 1966.
- Über Elektronenersatzleitung und Halogenidüberschuß in Alkalihalogenidkristallen. Habilitationsschrift Göttingen 1937[3]
- mit G. Heiland und F. Stöckmann: Electronic processes in Zinc Oxide. In: Solid State Physics. Band 8, 1959, S. 191 (zu Zinkoxid)
- Lichtelektrische Leitung (Photoleitung). In: Landolt-Börnstein, Reihe II. Teil 6, 1959, S. 365–413.
- Maser und Laser. 1966.